# Bacino del San Juan

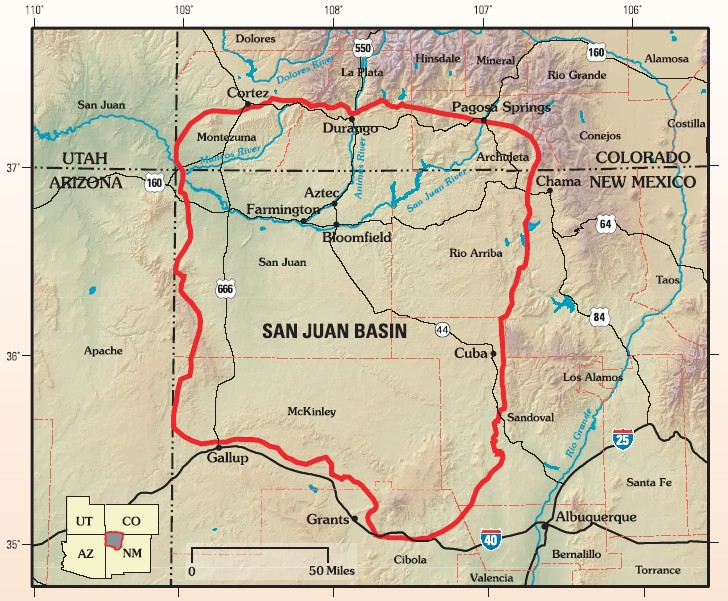
Il bacino del San Juan si estende principalmente nel Nuovo Messico e nella porzione sudest dell'Altopiano del Colorado.

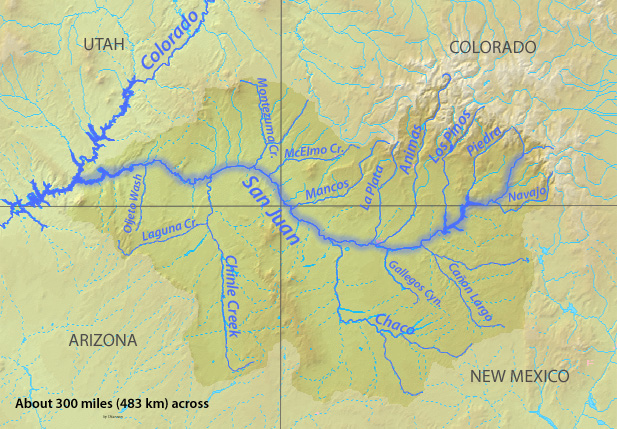
Il bacino strutturale del San Juan è la porzione orientale di 64.000 km^{2} dello spartiacque del fiume San Juan che si estende a est verso lo Utah e l'Arizona.

Il bacino del San Juan è un bacino strutturale situato nella regione dei Four Corners, negli Stati Uniti sud-occidentali. La sua porzione principale si estende per 12.000 km2 comprendendo la maggior parte del Nuovo Messico nordoccidentale, il sudovest del Colorado e parti dell'Arizona e dello Utah.
La regione è arida con una topografia frastagliata di pianure e valli disseminate di butte, canyon e mesa. Gli aspetti geologici più interessanti includono il Chaco Canyon (nel nordest del Nuovo Messico tra Farmington e Santa Fe) e Chacra Mesa.
Il bacino di San Juan ha anche delle elevazioni che superano i 3000 m. I corsi fluviali del bacino scorrono prevalentemente verso ovest, dallo spartiacque del Continental Divide alla confluenza del Mancos River con il fiume San Juan. Il San Juan va poi a gettarsi nel fiume Colorado.

## Geologia
Il bacino strutturale del San Juan è una vasta depressione di rocce sedimentarie risalenti per lo più al Mesozoico. Dal punto di vista geologico, il bacino è conosciuto per i suoi vasti depositi di carbone, uranio e gas naturale. Dal 1980 la Fruitland Formation è una delle più importanti fonti di metano da carbone negli Stati Uniti. Nel 2007 il bacino ha prodotto 1320 miliardi di piedi cubici di gas naturale, diventando la più importante sorgente di questo gas negli Stati Uniti. Anche la ricerca di Uranio del Nuovo Messico e fatta nel bacino del San Juan.